# Hiroki Mizumoto
Hiroki Mizumoto (Misono, districte de Watarai, actualment Ise, Prefectura de Mie, Japó, 12 de setembre de 1985) és un futbolista japonès. Hiroki Mizumoto va disputar cinc partits amb la selecció japonesa.